# Tính trội (di truyền học)

Gen trội trên nhiễm sắc thể thường và gen lặn trên nhiễm sắc thể thường, hai kiểu di truyền Mendel phổ biến nhất. Nhiễm sắc thể thường là bất kỳ nhiễm sắc thể nào khác ngoài nhiễm sắc thể giới tính.

Trong di truyền học, tính trội là hiện tượng một biến thể (alen) của một gen trên nhiễm sắc thể che lấp hoặc lấn át tác động của một biến thể khác của cùng một gen trên nhiễm sắc thể tương đồng. Biến thể đầu tiên được gọi là trội và biến thể thứ hai là lặn. Tính trạng có hai biến thể khác nhau của cùng một gen trên mỗi nhiễm sắc thể ban đầu là do đột biến ở một trong các gen, mới (de novo) hoặc di truyền.
Các thuật ngữ gen trội nhiễm sắc thể thường hoặc gen lặn nhiễm sắc thể thường được sử dụng để mô tả các biến thể gen trên các nhiễm sắc thể phi giới tính (các nhiễm sắc thể thường) và các đặc điểm liên quan của chúng, trong khi các biến thể trên các nhiễm sắc thể giới tính (các nhiễm sắc thể thường) được gọi là gen trội liên kết với X, gen lặn liên kết với X hoặc liên kết với Y; chúng có kiểu thừa kế và biểu hiện phụ thuộc vào giới tính của cả bố mẹ và con cái. Vì chỉ có một bản sao của nhiễm sắc thể Y nên các đặc điểm liên kết với Y không thể là trội hay lặn.
Ngoài ra, còn có các dạng trội khác như trội không hoàn toàn, trong đó một biến thể gen có ảnh hưởng một phần so với khi nó hiện diện trên cả hai nhiễm sắc thể và đồng trội, trong đó các biến thể khác nhau trên mỗi nhiễm sắc thể đều biểu hiện các đặc điểm liên quan của chúng.
Tính trội là một khái niệm quan trọng trong di truyền Mendel và di truyền học cổ điển. Các chữ cái và hình vuông Punnett được sử dụng để thể hiện các nguyên tắc của tính trạng trội trong giảng dạy và việc sử dụng các chữ cái viết hoa cho các alen trội và các chữ cái viết thường cho các alen lặn là một quy ước được tuân thủ rộng rãi. Một ví dụ điển hình về tính trạng trội là sự di truyền hình dạng hạt ở đậu Hà Lan.
Hạt đậu có thể mang hình dạng tròn, liên kết với alen R hoặc nhăn nheo, kết hợp với alen r. 
Trong trường hợp này, có thể có ba tổ hợp alen (kiểu gen): RR, Rr và rr. Các cá thể RR (đồng hợp tử) tạo thành kiểu hình hạt đậu tròn và các cá thể rr (đồng hợp tử) tạo thành kiểu hình hạt đậu nhăn nheo. Ở các cá thể Rr (dị hợp tử), alen R che lấp sự hiện diện của alen r, vì vậy những cá thể này cũng có hạt đậu tròn. Do đó, alen R chiếm ưu thế so với alen r và alen r lặn so với alen R.
Tính trội thì không cố hữu đối với cả một alen lẫn kiểu hình của nó. Đó là một hiệu ứng tương đối chặt chẽ giữa hai alen của một gen nhất định có chức năng bất kỳ; một alen có thể chiếm ưu thế so với alen thứ hai của cùng một gen, lặn ở gen thứ ba và đồng trội với gen thứ tư. Ngoài ra, một alen có thể chiếm ưu thế đối với một tính trạng nhưng không phải là tính trạng khác.
Tính trội khác với hiện tượng tương tác át chế (epistasis), hiện tượng một alen của một gen che lấp tác động của các alen của một gen khác.